# Смог
Смог је аеро-загађење. Назив потиче од комбинације две енглеске речи smoke - дим и fog - магла. Јавља се у великим градовима, у јесен и зими, где постоји много аеро загађивача на релативно малом простору (индустрија, котларнице, издувни гасови моторних возила, индивидуално грејање...). Недостатак ветра погоршава загађење. Одговарајуће државне институције стално прате степен загађења и по потреби алармирају.
У Србији има више градова где загађење прелази дозвољене границе. То су Панчево, Бор...
Смог је нарочито опасан за астматичаре, децу и старије.

## Кисели смог
Обично се јавља у месецима када се због ложења повећава концентрација сумпор-диоксида (SO2) у ваздуху, а самим тим, и концентрација сумпорне киселине (H2SO4), која настаје оксидационим и другим процесима у ваздуху. Поред сулфатне, могу се јавити и друге киселине, које настају реакцијом киселих оксида присутних у смогу, као и све остале супстанције које се уносе у ваздух из различитих извора.
Спречавање деловања киселог смога у великим светским градовима врши се смањивањем па чак и обустављањем производње и саобраћаја, које траје све док се не измене метеоролошки услови.

## Фотохемијски смог
Фотохемијски смог је стање које настаје када примарне загађујуће супстанце (азотни оксиди и испарљива органска једињења настала сагоревањем фосилних горива) интерагују под дејством сунчеве светлости дајући смешу од стотина опасних хемикалија познатих као секундарне загађујуће супстанце. Фотохемијски смог се јавља у топлим месецима, када је време сунчано, односно при повећаном нивоу ултраљубичастог Б (средњеталасног) зрачења у нижим слојевима атмосфере и када долази до уношења угљоводоника и NOx (NO+NO2) из различитих извора. У атмосфери засићеној издувним гасовима и димом из аутомобила и фабричких димњака испарљива органска једињења се кондензују правећи густу измаглицу, обично у облику беличасто-плаве магле, која делује надражујуће на слузокожу очију и носа код људи и има оксидациона својства. Под утицајем фотохемијског смога лишће биљака жути и вене, боје на многим предметима бледе, а предмети од гуме губе еластичност.
| Главне компоненте фотохемијског смога и њихови ефекти: | Главне компоненте фотохемијског смога и њихови ефекти:                                                                        | Главне компоненте фотохемијског смога и њихови ефекти: | Главне компоненте фотохемијског смога и њихови ефекти: |
| ------------------------------------------------------ | --- | --- | --- |
| Компонента                                             | Извор | Ефекти | Примедба |
| азотни оксиди ( и )                                    | сагоревање фосилних горива у индустрији и возилима, активност бактерија у земљишту, шумски пожари, вулканске активности, муње | смањена видљивост због жућкасте боје азот-диоксида (), азот (IV)-оксид доводи до срчаних и респираторних проблема, може утицати на раст биљака, смањује отпорност на инфекције, може допринети ширењу канцера | свим процесима сагоревања у атмосферу се ослобађа свега 5% , већи део настаје реакцијама које укључују азот-моноксид (NO), концентрације ће у будућности вероватно расти |
| волатилна органска једињења (ВОЈ)                      | испаравање растварача, испаравање горива, непотпуно сагоревање фосилних горива, из природних извора (изопрен, терпени)        | иритација очију и плућа, неки од њих су канцерогени, смањење видљивости због плавичасто-мрке магле | ефекти зависе од врсте хемијске супстанце, у узорцима ваздуха се налази преко 600 ВОЈ, концентрације ће у будућности расти                                             |
| озон ()                                                | настаје фотолизом , понекад доспева из стратосфере                                                                            | бронхијална стезања, кашаљ, шиштање, респираторна иритација, иритација очију, смањен раст и принос пољопривредних култура, оштећење пластике, пуцање гума, оштар мирис                                      | концентрација од 0.1 може редуковати фотосинтезу за 50%, највише су погођени људи са астмом и респираторним проблемима, може се формирати само при дневној светлости   |
| пероксиацетилнитрат (ПАН)                              | настаје реакцијом азот-диоксида ()са ВОЈ                                                                                      | иритација очију, висока токсичност за биљке, респираторна иритација, оштећење протеина | већа токсичност за биљке од озона |

## Смог у Лондону
Најтеже загађење везано за појаву смога је догађај који се десио почетком децембра 1952. године у Лондону, услед кога је умрло преко 1000 људи. Ниска температура, висок ваздушни притисак, висока влажност ваздуха и одсуство ветра, је условила да се повећа концентрација чађи и сумпор-диоксида (вредност је достизала и до 4 mg/m3). Видљивост се драстично смањила тако да је саобраћај морао да се обустави а људи су тешко налазили пут до куће. Већина становника је умрла услед болести плућа и срца (бронхитис, коронарне болести, миокардиодистрофија).
| Промена концентрације сумпор-диоксида од 4. до 10. децембра 1952. године | Промена концентрације сумпор-диоксида од 4. до 10. децембра 1952. године |
| ------------------------------------------------------------------------ | ------------------------------------------------------------------------ |
| Датум                                                                    | Концентрација SO2 (mg/m3)                                                |
| 4. децембар                                                              | 0,52                                                                     |
| 5. децембар                                                              | 1,98                                                                     |
| 6. децембар                                                              | 2,18                                                                     |
| 7. децембар                                                              | 3,30                                                                     |
| 8. децембар                                                              | 3,67                                                                     |
| 9. децембар                                                              | 1,30                                                                     |
| 10. децембар                                                             | 1,25                                                                     |
| Максимална измерена концентрација                                        | 4,46                                                                     |